# США в 1950-х годах

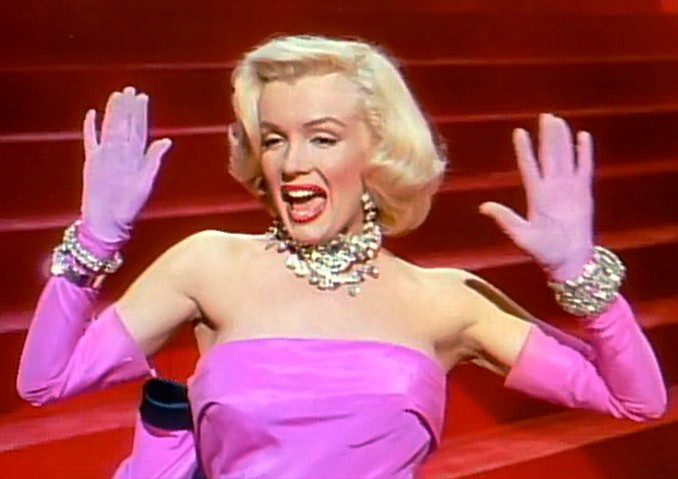
Мэрилин Монро исполняет песню «Diamonds Are a Girl’s Best Friend» из мюзикла «Джентльмены предпочитают блондинок», 1953 г.

США в 1950-х годах переживали экономический подъём. В обществе развилось потребительство. В связи с разрастанием холодной войны, победой маоистов в Китае и Корейской войной политический климат в стране стал более консервативным. Страх перед коммунизмом привёл к распространению антикоммунизма, выражавшегося в политической жизни в виде маккартизма. В 1952 г. президентом был избран герой Второй мировой войны Дуайт Эйзенхауэр. С запуском в 1957 г. первого советского искусственного спутника Земли холодная война перешла в новую фазу и началась космическая гонка.

## Холодная война
Холодная война (1945-91 гг.) была периодом длительного глобального противостояния между СССР и его союзниками с одной стороны и западным миром во главе с США — с другой. Она выражалась в экономической конкуренции, гонке вооружений, политических и даже локальных военных конфликтах, в которых вооруженные силы главных противников официально никогда не сталкивались между собой, но они составляли враждебные военные коалиции, шпионили друг за другом, поддерживали опосредованные войны, пропагандистские кампании друг против друга и конкурировали в технологической сфере, в особенности в космической гонке.

### Корейская война

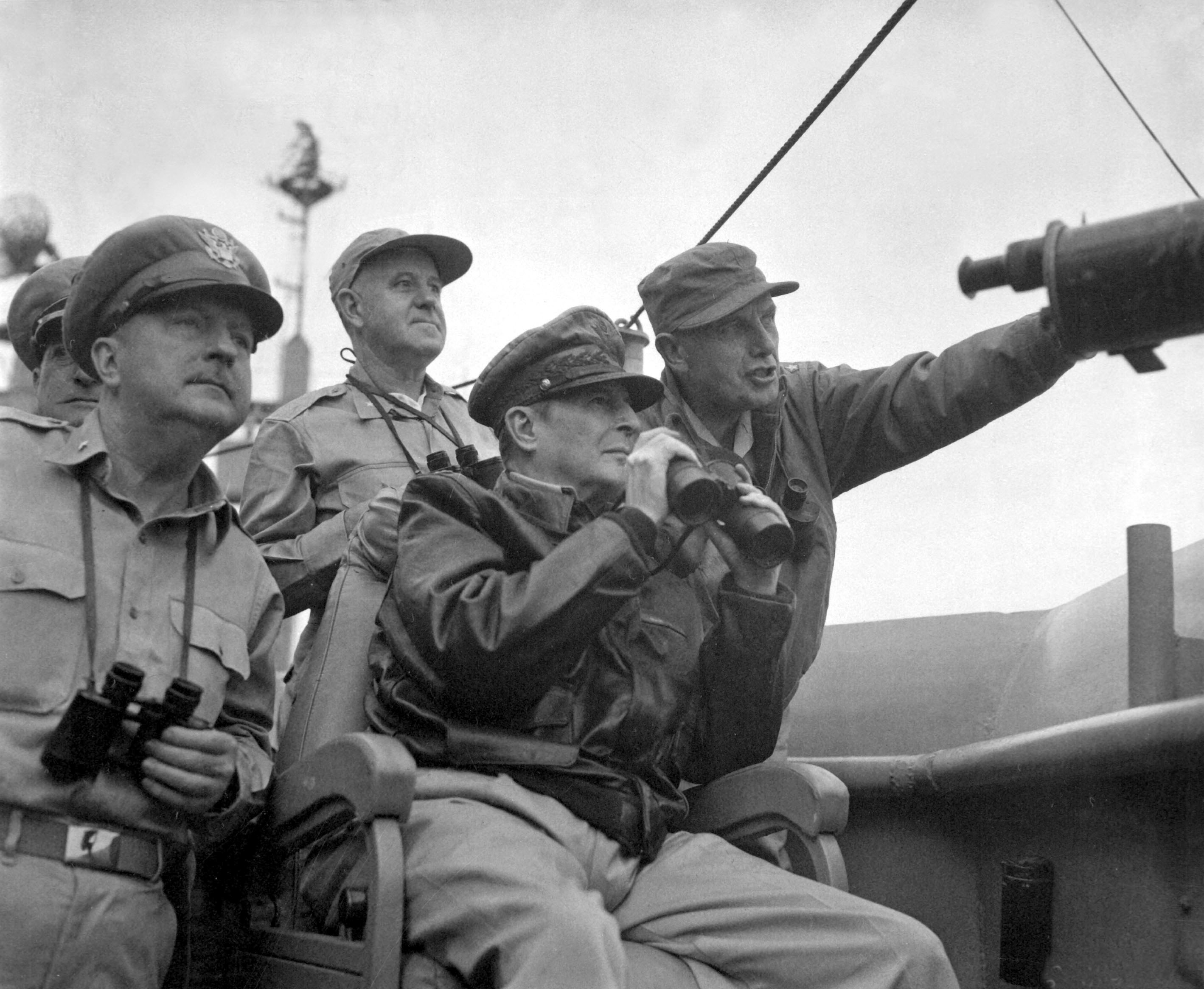
Генерал Макартур (в центре) наблюдает за высадкой американского десанта в Корее 15 сентября 1950 г.

Война в Корее в 1950 г. началась как гражданская война между коммунистической Северной и Южной Кореей. Она продолжалась до 1953 г. США, действуя от имени ООН, пытались отразить наступление из Северной Кореи. В Америке эта война была чрезвычайно непопулярна, и памятник её ветеранам был поставлен лишь в 1990-х годах.
Два корейских государства образовались после освобождения Кореи от японских войск по итогам Второй мировой войны в результате разделения Кореи между советскими и американскими войсками.
Когда северокорейские войска заняли Сеул, американские войска под командованием генерала Макартура 15 сентября 1950 г. высадились в районе города Инчхон. Через несколько дней армия Северной Кореи была разгромлена, а Сеул освобожден. Затем американцы двинулись на север, но в ноябре в Корею вошли китайские войска, поддержавшие Северную Корею и опрокинувшие американское наступление. Макартур спланировал широкомасштабное вторжение в Китай, но президент Трумэн не поддержал эти планы. Макартур был отозван, и его место командующего занял генерал Мэтью Риджуэй. После этого война была локализована и в течение последующих двух лет велась как позиционная до тех пор, пока не начались мирные переговоры.
Война стоила жизни 33 742 американским солдатам, ещё 92 134 было ранено и 80 000 попало в плен или пропало без вести. Потери корейцев и китайцев составили около 1-1,4 миллиона человек убитыми и ранеными, 140 000 оказались в плену или безвестно пропали.

### Ближний Восток
29 апреля 1951 года к власти в Иране пришло правительство Национального фронта во главе с М. Мосаддыком, которое национализировало нефтедобывающую и нефтеперерабатывающую промышленность. Это был серьёзный удар по интересам Великобритании на Ближнем и Среднем Востоке, что стало 5 июля 1951 года причиной обращения Черчилля к верховному главнокомандующему вооружённых сил НАТО с просьбой «направить в США телеграмму в поддержку» британской позиции в иранском вопросе. В ответ на разрыв отношений с Великобританией в 1953 году против правительства Мосаддыка была предпринята совместная британо-американская акция при прямом участии ЦРУ США, закончившаяся свержением правительства и возвращением шаха Мохаммеда Резы Пехлеви к власти. Взамен шах подписал соглашение с Международным нефтяным консорциумом, в котором ключевые позиции занимал американский капитал.
Американский президент Дуайт Эйзенхауэр считал, что США должны усиливать собственное влияние на Ближнем Востоке. Но попытки Великобритании и США создать здесь военный блок наподобие НАТО провалились, в то время как президент Египта Гамаль Абдель Насер обладал большим влиянием в Движении неприсоединения, что ограничивало ранее сильное британское влияние в регионе. В мае 1956 г. Насер официально признал Китайскую Народную Республику, в то время как администрация США и в особенности госсекретарь Джон Фостер Даллес поддерживали враждебное ей правительство Тайваня. Пытаясь оказать нажим на Насера, США прекратили финансовую помощь в строительстве Асуанской плотины. Тогда Насер национализировал Суэцкий канал и приказал египетской армии взять его под свой контроль, а держателям акций Компании Суэцкого канала выплатить их стоимость по рыночному курсу на день национализации. Великобритания слишком сильно зависела от Суэцкого канала, но, не добившись от США согласия на его совместную оккупацию, заключила секретное соглашение с Францией и Израилем.
В результате введения на Синайский полуостров войск Великобритании, Франции и Израиля египетская армия потерпела поражение, но вмешательство СССР и США, объединившихся против интервенции, привело к выводу войск и возвращению канала под египетский контроль. Суэцкий кризис стал поворотным пунктом в истории европейского колониализма, за которым последовал распад колониальных империй, в особенности Британской.

### Латинская Америка
Латинская Америка традиционно была регионом, находившимся под контролем США. Но в 1950-х годах противостояние США с СССР привело здесь к дестабилизации проамериканских режимов. В 1952 г. Центральное разведывательное управление было вынуждено организовать заговор с целью свержения законного правительства Гватемалы (Операция PBSUCCESS). В 1957 г. был свергнут военный режим в Венесуэле, а в Республики Гаити к власти пришёл Франсуа Дювалье, позже провозгласивший себя пожизненным президентом. В 1959 г. Фидель Кастро сверг режим Батисты на Кубе и установил коммунистическое правление (см. Кубинская революция). Жесткая оппозиция ему со стороны США в начале 1960-х годов спровоцировала Карибский кризис.

### Восточная Азия
Ещё будучи главнокомандующим вооружёнными силами НАТО, Эйзенхауэр проявил понимание проблем, с которыми столкнулась Франция, которая вела войну во Вьетнаме. Однако Эйзенхауэр неохотно шёл на практические шаги и направил авианосцы флота США в Юго-Восточную Азию, на формальную помощь союзнику по блоку, лишь в марте 1954 года, что в принципе не спасло от поражения французского экспедиционного корпуса под Дьенбьенфу в мае 1954 года. Своим поступком Эйзенхауэр поддержал видимость «атлантической солидарности», при этом США не приняли открытого участия в конфликте.
С деятельностью Эйзенхауэра связано создание двух пактов, СЕАТО (1954 год) и СЕНТО (1957 год), которые создали в Азии военно-политические блоки держав, формирующих и поддерживающих сферу американского влияния. 
Власти США выражали крайнее недовольство политикой президента Индонезии Сукарно, поскольку нейтралистская позиция Индонезии, ее отказ присоединиться к СЕАТО, были прямо противоположны усилиям администрации Эйзенхауэра по сдерживанию распространения коммунизма в этом регионе через систему двусторонних и региональных союзов. 23 сентября 1957 года Эйзенхауэр подписал директиву Совета национальной безопасности о проведении тайной операции «Хейк», после чего начались поставки оружия мятежным индонезийским военным на Сулавеси и Сумарте. На первом из этих островов действовала организация «Перместа», требовавшая предоставления широкой региональной автономии, на втором — Революционное правительство Республики Индонезии, которое объявило о себе как о законной власти всей Индонезии. Затем были сформированы «Революционные военно-воздушные силы Индонезии», их самолётами управляли нанятые ЦРУ военные лётчики. Но уже в мае 1958 года власти США осознали, что попытка убрать Сукарно провалилась. Его авторитет еще больше укрепился, а последствием вмешательства США стало резкое ухудшение американо-индонезийских отношений.

## Внутренняя политика

### Политика Конгресса

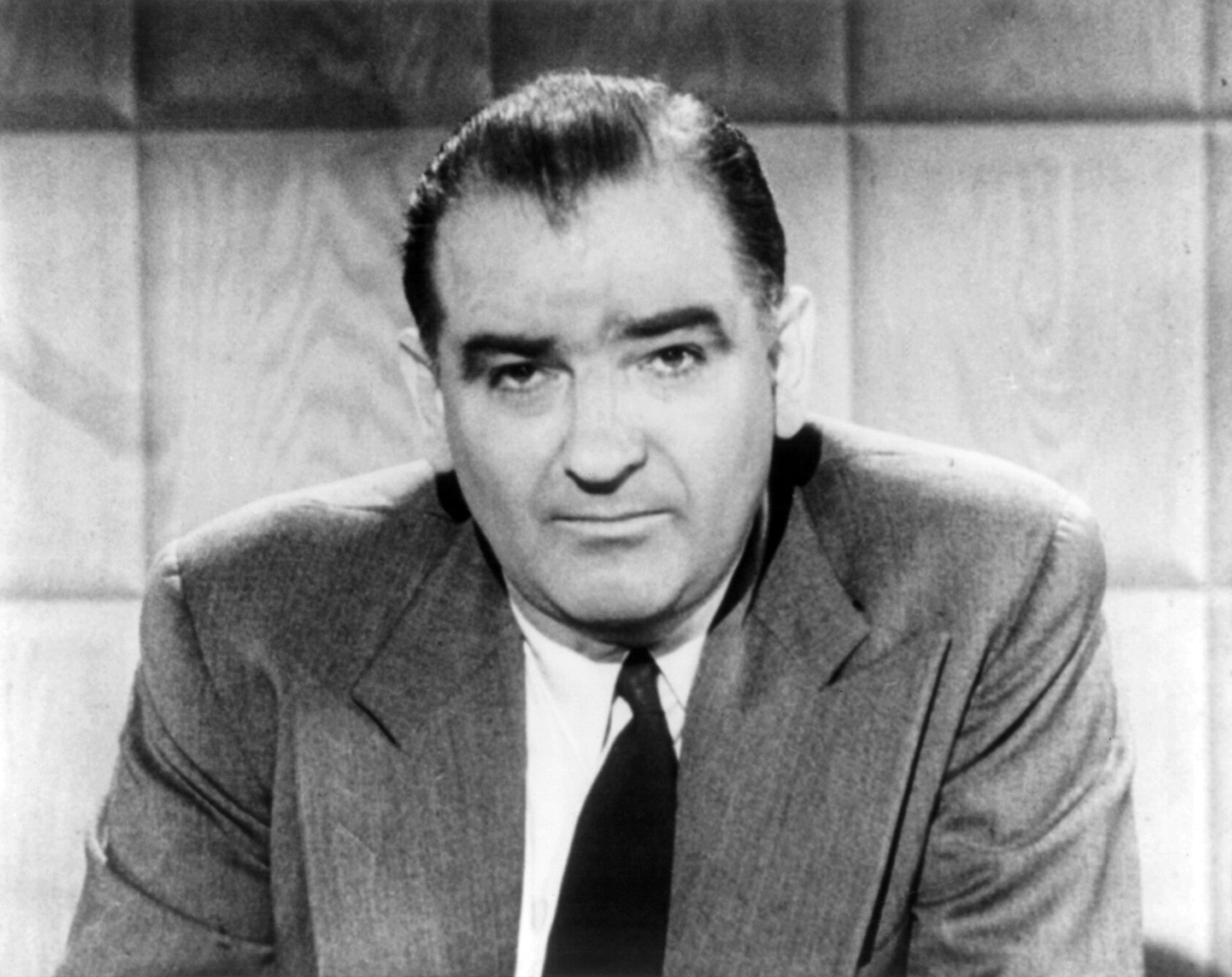
Джозеф Реймонд Маккарти

В начале 1950-х годов деятельность двух сенатских комитетов привлекали особо пристальное внимание американцев. Первый возглавлял сенатор Истес Кефовер, он расследовал связь между американской организованной преступностью и коррупцией в органах власти всех уровней. Впервые в своей истории гражданам США преступность и коррупция были представлены как единая тайная империя, пронизывающая всю их страну.
Второй комитет возглавлял сенатор Джозеф Маккарти. Он инициировал деятельность Конгресса, направленную против коммунистов и сочувствующих коммунистическим идеям, позже получившую название маккартизм. Деятельность сенатора Маккарти началась с составления широко известного Чёрного списка Голливуда, в который был включен ряд кинозвезд и сценаристов. Далее к антикоммунистическим расследованиям подключилось Федеральное бюро расследований, которое под руководством Эдгара Гувера искало следы подрывной деятельности коммунистов в правительстве, частной индустрии, средствах массовой информации и разрушило частную жизнь множества ни чем невиновных американцев. Чёрные списки были составлены в ряде отраслей экономики, так же как и в кинематографии здесь по подозрению в сочувствии коммунистам многие люди лишились работы и подверглись преследованиям. Юлиус и Этель Розенберги представляют собой наиболее известный пример таких преследований. Они были обвинены в передаче секретной информации о ядерном оружии Советскому Союзу, в шпионаже и 19 июня 1953 г. казнены.
Ещё один сравнительно менее известный подкомитет Сената США занимался расследованием влияния комиксов на американскую молодёжь. Начиная с 1948 г. американские дети вынуждены были избавляться от своих коллекций комиксов, их критиковали в средствах массовой информации, для комиксов ввели специальные правила и законы, которые в несколько модифицированном виде многие редакции соблюдают до сих пор. Многие серии комиксов прекратили в ту эпоху своё существование, другие подверглись жёсткой цензуре.

### Движение за гражданские права
Одним из поворотных пунктов в движении афроамериканцев против практиковавшейся в то время в США расовой сегрегации был судебный процесс Браун против Совета по образованию 1954 г. Он закончился решением Верховного суда о признании раздельного обучения белых и чернокожих школьников противоречащим Конституции. Тем не менее в ряде штатов расисты пытались воспрепятствовать проведению в жизнь решения Верховного суда. В 1957 г. в городке Литл-Рок из-за этого состоялись массовые беспорядки, потребовавшие введения туда войсковых частей.
Ключевыми фигурами развернувшегося после этого движения за гражданские права чернокожих стали Роза Паркс, Малкольм Икс и Мартин Лютер Кинг.

### Музыка

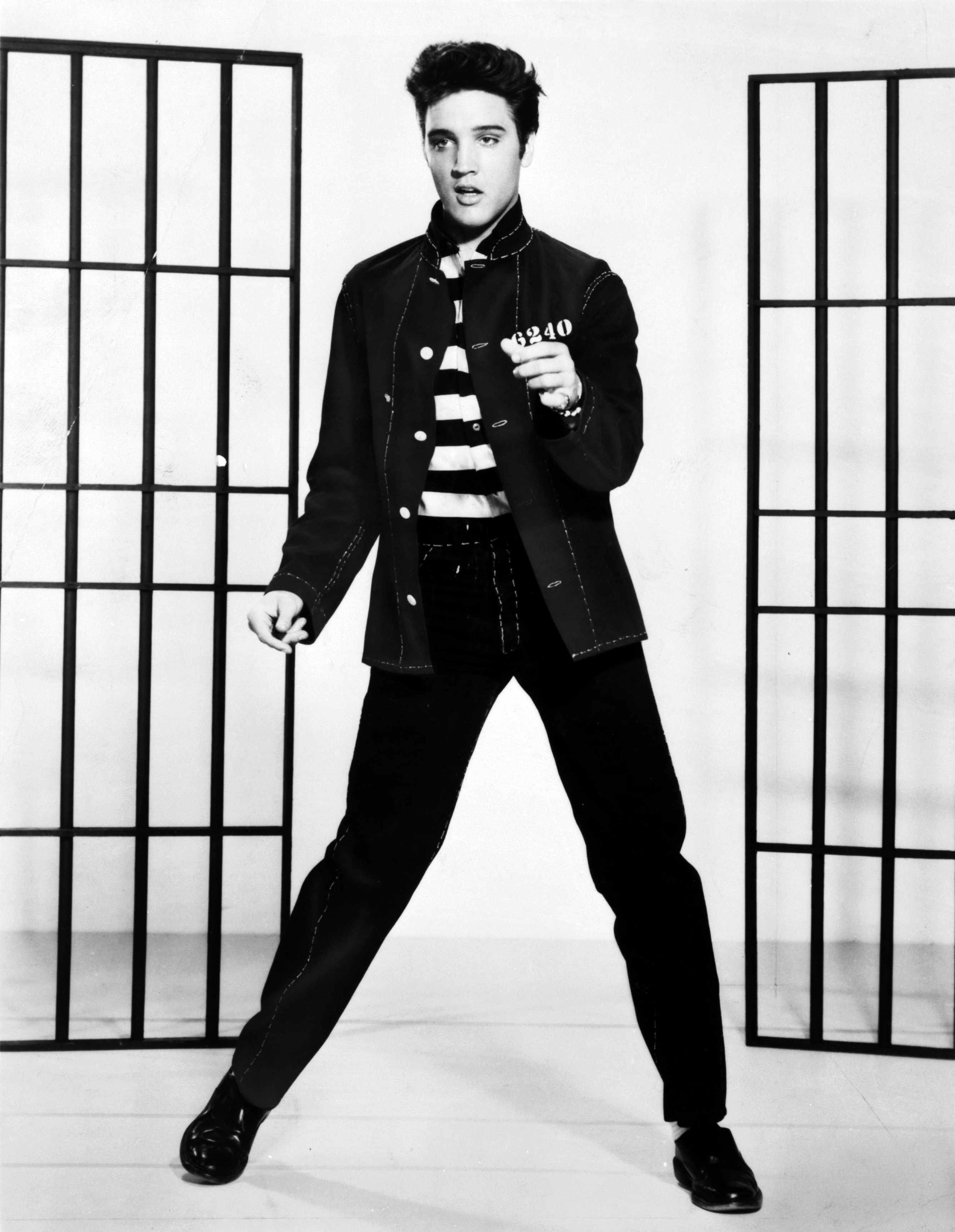
Элвис Пресли в кинофильме «Тюремный рок», 1957 г.

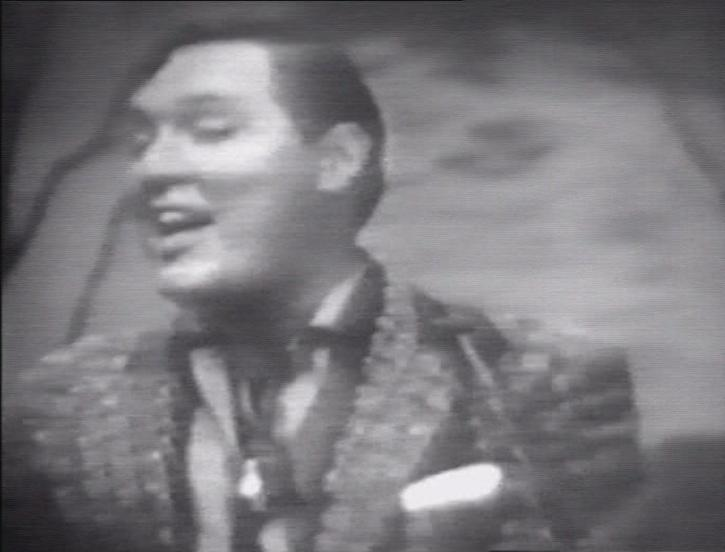
Билл Хейли
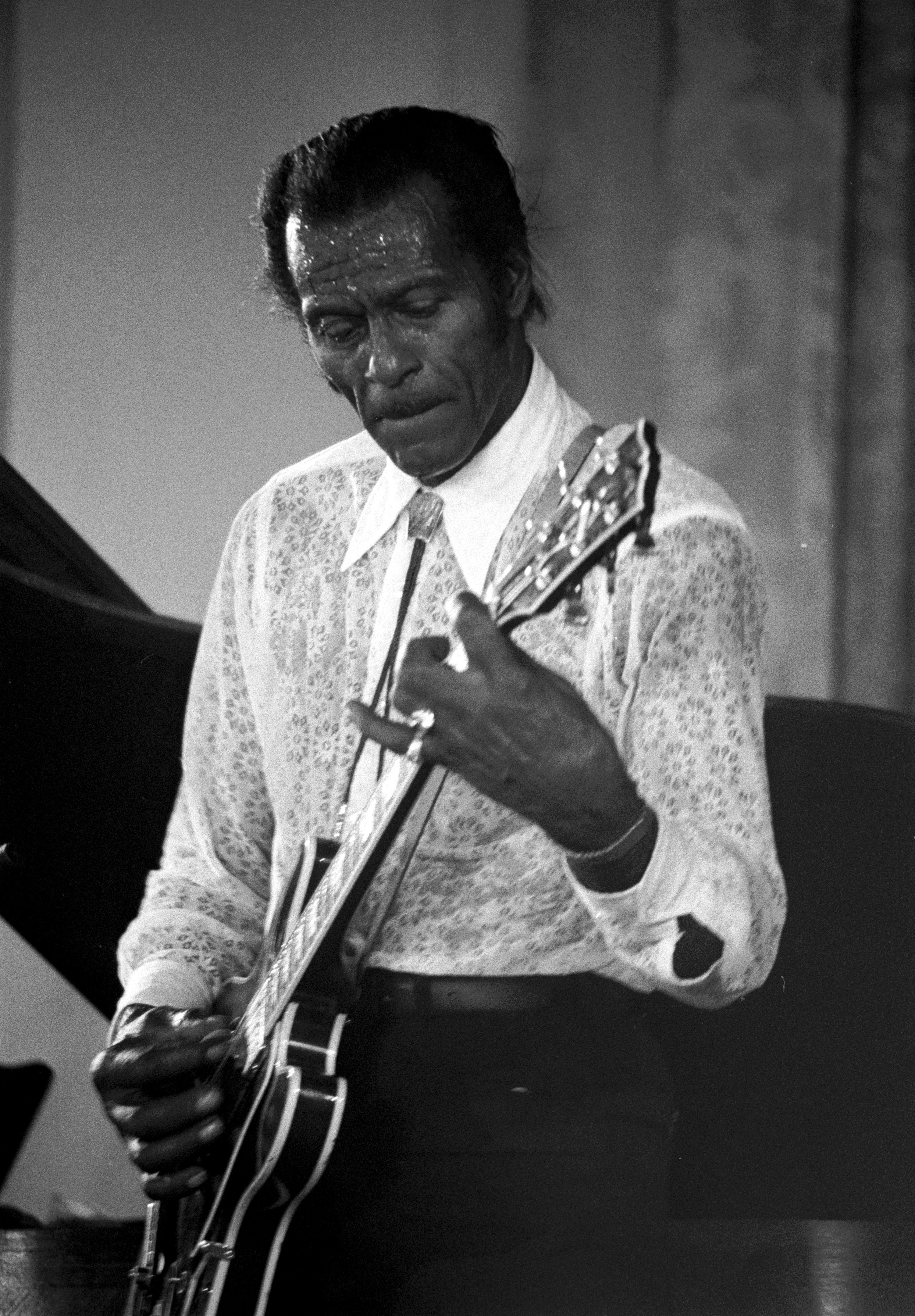
Чак Берри
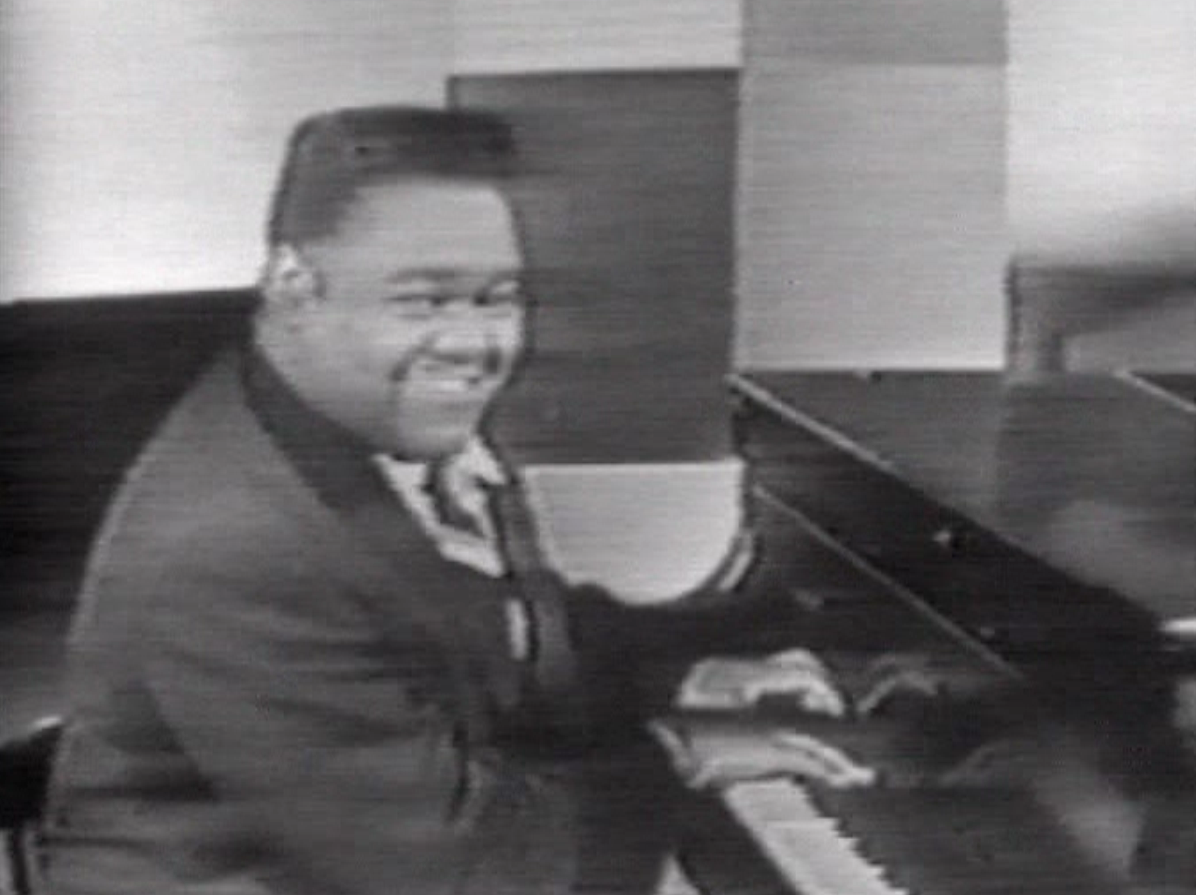
Фэтс Домино

### Кино

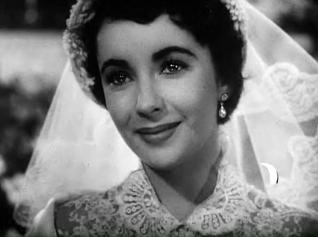
Элизабет Тейлор в фильме Отец невесты (1950 г.)
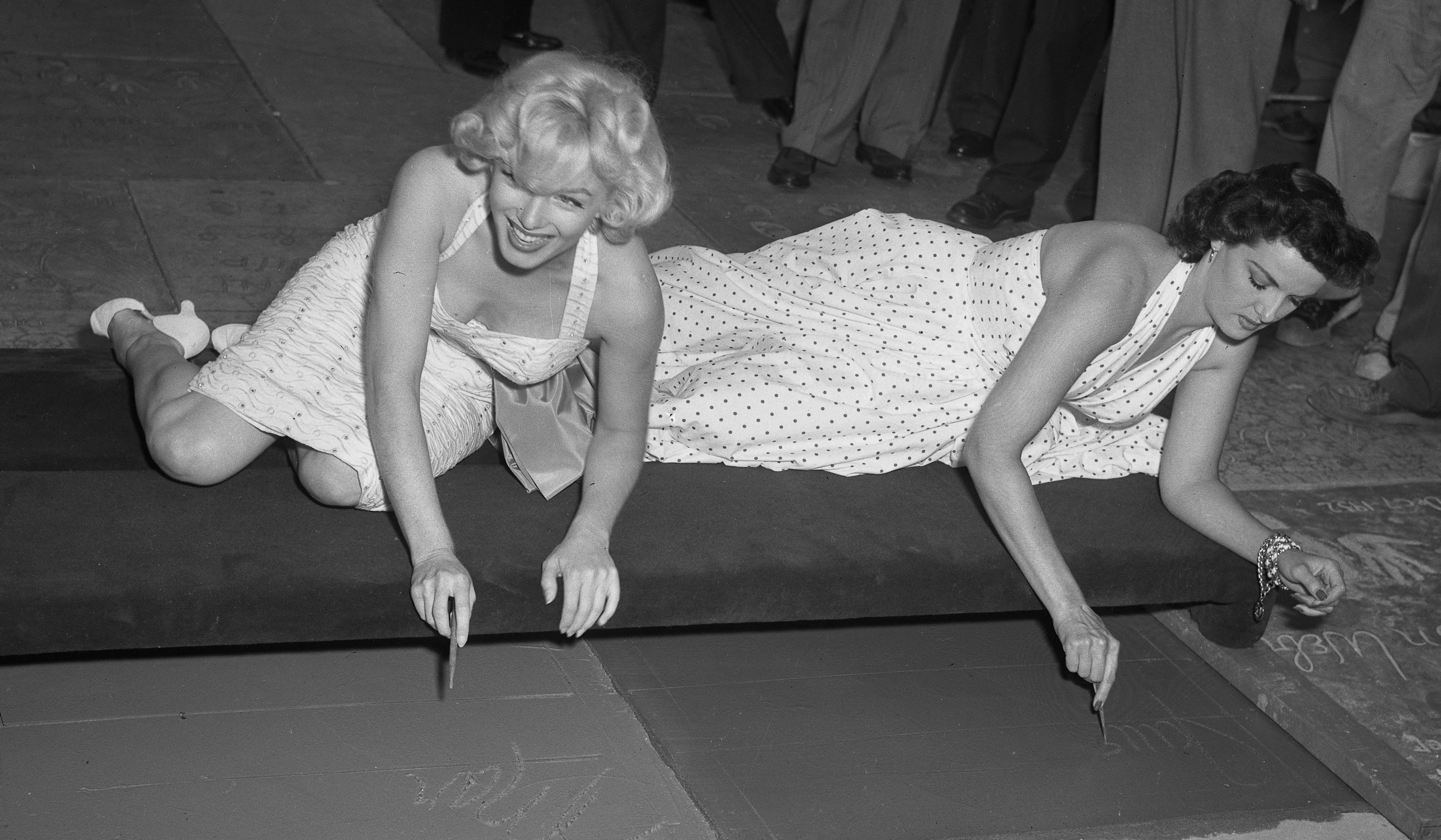
Мэрилин Монро и Джейн Расселл оставляют свои отпечатки на голливудской «Аллее славы», 1953 г.
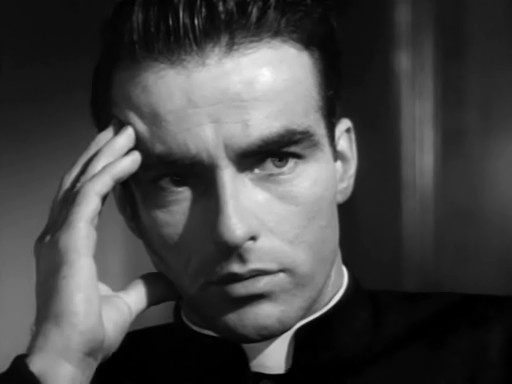
Монтгомери Клифт в фильме Я исповедуюсь, 1953 г.
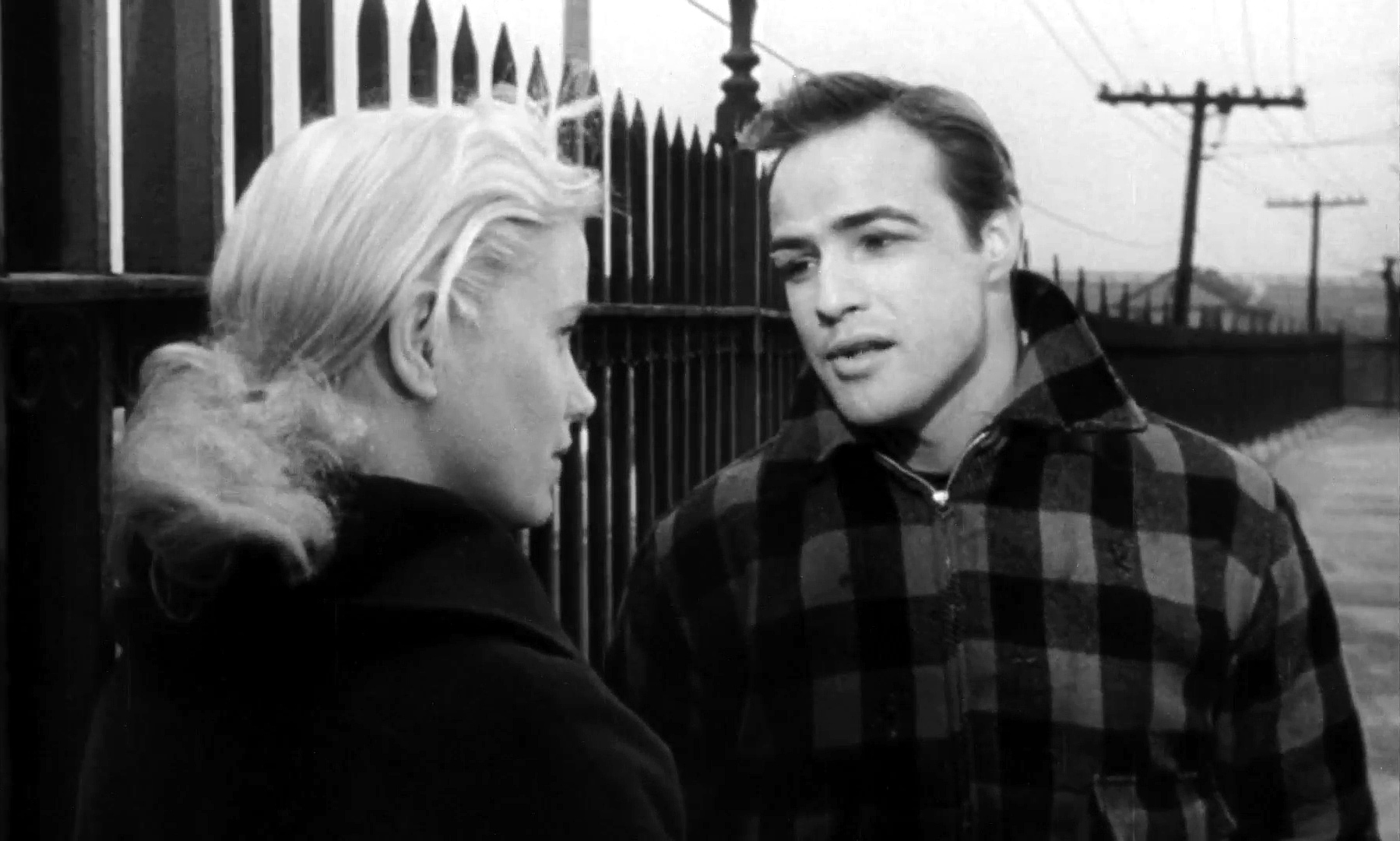
Марлон Брандо и Эва Мари Сейнт в фильме В порту (1954 г.)
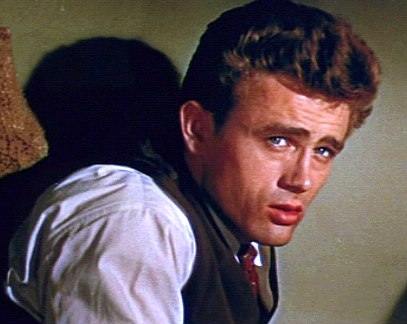
Джеймс Дин в фильме К востоку от рая (1955 г.)
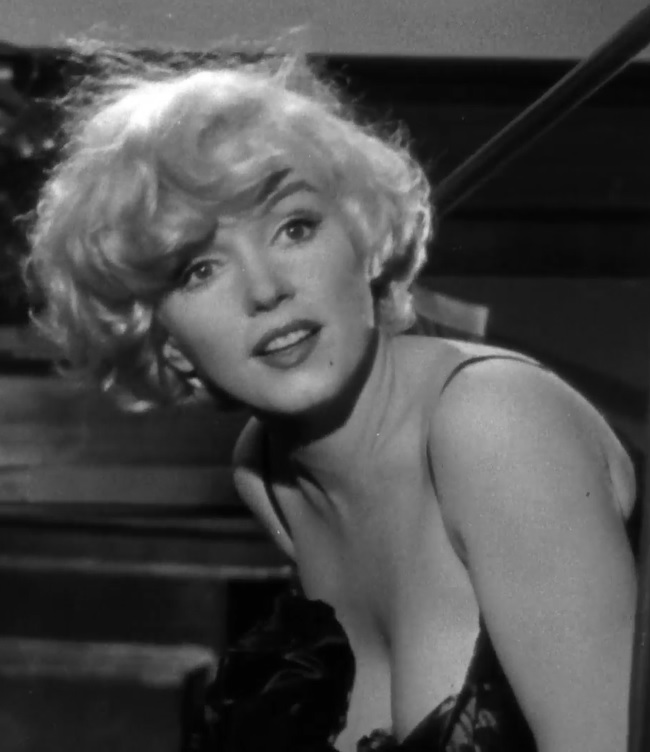
Мэрилин Монро в фильме В джазе только девушки (1959 г.)